# Melina Perez
Melina Nava Perez (* 9. März 1979 in Los Angeles, Kalifornien), besser bekannt unter ihrem Ringnamen Melina, ist eine US-amerikanische Wrestlerin. Ihr bislang größter Erfolg war der dreimalige Gewinn der Women’s Championship und der zweimalige Gewinn der Divas Championship.

## Leben

### Vor der Wrestling-Karriere
Melina Perez machte ihren Abschluss an der Hesperia High School in Hesperia.
Bevor Perez sich dem Wrestling zuwandte, war sie als Model tätig. Auf Grund ihrer Größe, die damals nur wenig nachgefragt wurde, wurde sie nur wenig gebucht, trat aber in einer Werbekampagne für Nike auf. Sie trat bei verschiedenen Schönheitswettbewerben an und gewann einige der oft örtlich begrenzten Events. Ihr größter Erfolg war der Sieg bei den Miss Hawaiian Tropics Anaheim. Weitere Siege hatte sie bei der Group USA Bridal Show, der Group USA Fashion Show und als Ms. California Belleza Latina.

### Anfänge im Wrestling
Nachdem Pérez 2000 von Mike Henderson davon überzeugt wurde, ins Profiwrestling einzusteigen, meldete sie sich in der Wrestlingschule „Jesse Hernandez's School of Hard Knocks“ zum Training an. Ihr großes Vorbild war Sherri Martel.
Perez’ Debüt im Ring war 2002. Sie tourte durch die Independent-Wrestling-Szene und trat verschiedenen kalifornischen Promotions bei, wie der „Empire Wrestling Federation“ und der mittlerweile geschlossenen „CRUSH All-Womens“ Promotion, wo sie mit Mickie James zusammenarbeitete. 2002 machte sie bei WWE Tough Enough mit und kam unter die letzten 21. In der ersten Episode der zweiten Staffel wurde sie eliminiert. Al Snow ermutigte sie jedoch weiterzumachen. Am 27. November 2003 hatte sie ihren ersten Auftritt bei WWE SmackDown als Statistin bei einem Auftritt von John Cena, bei der sie eine amerikanische Ureinwohnerin mimte.
Während sie als Kyra für unterschiedliche südkalifornische unabhängige Veranstalter antrat, erhielt sie im Dezember 2003 einen Vertrag bei der Entwicklungsliga Ohio Valley Wrestling, welche damals zu WWE gehörte.

### World Wrestling Entertainment (2004–2011)

#### Ohio Valley Wrestling (2004)
Perez hatte ihr Debüt bei Ohio Valley Wrestling (kurz OVW) im März 2004. Matt Cappotelli wurde von Perez zu einem Match gegen Johnny Nitro begleitet, wechselte die Seiten und bildete in der Folge mit Nitro und Joey Mercury das Tag-Team (MNM). Hier fungierte Perez als Managerin. Am 10. November 2004 gewannen MNM den OVW Southern Tag-Team Titel.

#### MNM undWomen's Champion(2005–2009)

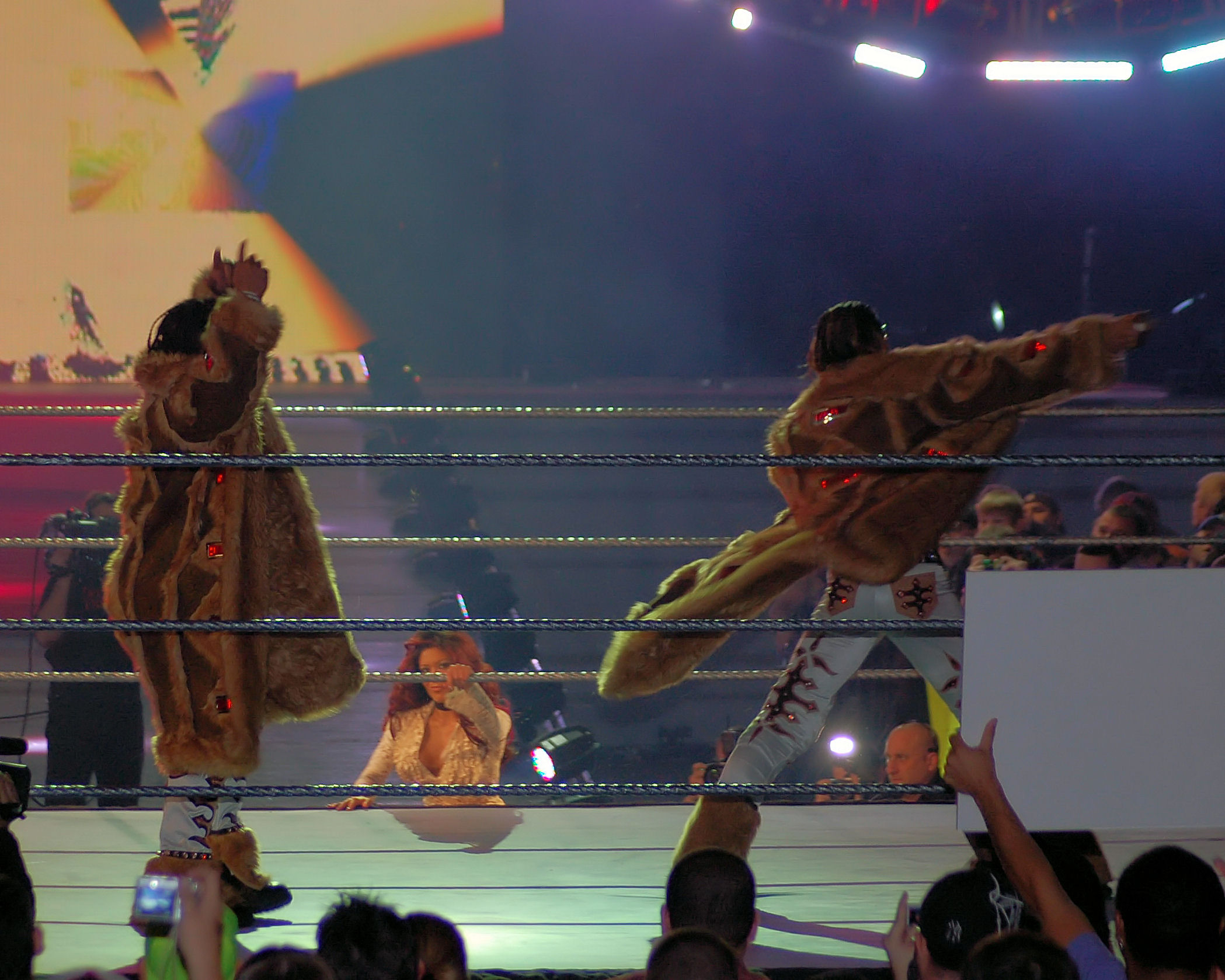
MNM bei December to Dismember 2006

Im Jahr 2005 debütierte sie bei SmackDown, einer der beiden Hauptshows der WWE, und arbeitete dort weiter im Team mit Joey Mercury und Johnny Nitro unter dem Namen MNM (Mercury/Nitro/Melina). Ihre Rolle als Managerin war nicht passiv, sondern aktiv. Sie verhalf dem Team häufig zum Sieg.
MNM gewannen mehrmals den WWE-Tag-Team Championtitel. Zuletzt verloren sie diesen 2006 an Paul London und Brian Kendrick. Danach wurde das Team getrennt, Mercury blieb bei Smackdown, während Perez und Nitro zur anderen WWE Show RAW wechselten. Ihr erstes Solo-Match bei einem PPV wurde ein Bra & Panties-Match gegen Torrie Wilson beim Great American Bash 2005 am 24. Juli 2005, das sie gewinnen durfte.
Am 29. Mai 2006 debütierte Perez bei WWE Raw als Managerin von Johnny Nitro. Es folgte ein Angle mit Mick Foley, der auf der echten Freundschaft der beiden basierte. So verleidete sie Foley dazu, bei einem I Quit Match gegen Ric Flair aufzugeben, um ihn danach zu verraten. Am 19. Februar 2007 wurde Perez zum ersten Mal WWE Women’s Champion, nachdem sie ein Match gegen Mickie James gewann. Sie war Teil des ersten Diva's Falls Count Anywhere-Matches und durfte ihren Titel bei Wrestlemania 23 in einem Lumberjill-Match verteidigen.

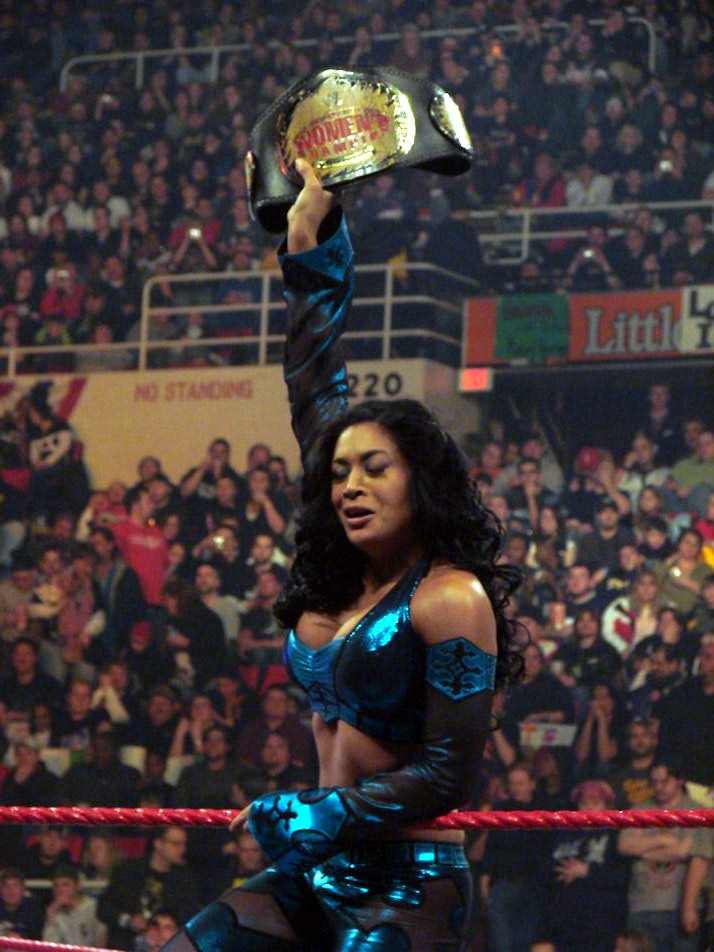
Women’s Champion Melina im Jahr 2009

Bei der WrestleMania-Europatour in Paris am 24. April 2007 verlor sie den Titel ungeplant: Bei einem Titelmatch von Perez gegen Victoria und Mickie James vergaß Victoria bei einem Coverversuch von Mickie James auszukicken, so dass der Titel wechseln musste. Bei einem sofort angesetzten Rückkampf gewann Perez allerdings ihren Titel zurück. Obwohl nicht geplant, sind beide Titelwechsel von der WWE offiziell anerkannt. Am 24. Juni 2007 verlor sie den Titel dann endgültig bei der Veranstaltung WWE Vengeance an Candice Michelle. In der Folgezeit trat Perez regelmäßig, auch bei Pay-Per-View-Veranstaltungen, in Titelkämpfen an, ohne den Titel gewinnen zu dürfen, ehe sie sich im Juli 2008 verletzte und eine Pause bis November einlegen musste.
Nach ihrer Rückkehr wurde sie in einen Fehdenprogramm mit der damaligen Titelträgerin Beth Phoenix eingebunden. Am 25. Januar 2009 besiegte Perez Beth Phoenix beim Royal Rumble und gewann damit zum dritten Mal die WWE Women´s Championship. Am 13. April 2009 wechselte sie zusammen mit ihrem Titel im Zuge der WWE Draft zu SmackDown. Am 28. Juni 2009 bei der Großveranstaltung The Bash musste sie ihren Titel an Michelle McCool abgeben.

#### Divas Championund Entlassung (2009–2011)
Perez wechselte im Zuge eines Diva Trade am 12. Oktober 2009 zurück zu RAW. Am selben Tag bestritt sie ein Titelmatch gegen Jillian Hall, die erst wenige Minuten zuvor einen Kampf um die WWE Divas Championship gegen Mickie James gewonnen hatte. Durch ihren Sieg wurde Perez neue Titelträgerin; als dritte WWE Diva konnte sie somit sowohl die Women´s Championship als auch die Divas Championship gewinnen.
Bei einer House Show verletzte sie sich am Knie und fiel aus. Da sie durch die Verletzung ihren Divas Championship nicht mehr verteidigen konnte, wurde der Titel für vakant erklärt. Bei der RAW-Ausgabe vom 2. August 2010 feierte sie dann ihr Comeback, als sie die amtierende Divas Championesse Alicia Fox attackierte. Am 15. August gelang es Perez nach einem Sieg gegen Alicia Fox den Titel zu erlangen. Bei Night of Champions am 19. September 2010 musste sie in einem Title Unification Lumberjill Match gegen Michelle McCool den Titel wieder verlieren und McCool wurde die erste Unified WWE Divas Championesse. Am 5. August 2011 wurde Perez entlassen.

### Independent Wrestling (2011–2019)
Im November 2011 wrestlete Perez erstmals außerhalb der WWE bei einem Pay-Per-View von Women Superstars United. Es folgten Auftritte für World Wrestling Fan Xperience (WWFX), Family Wrestling Entertainment (FWE) und das World Wrestling Council (WWC).
Nach einer dreijährigen Pause kehrte sie 2015 zurück und trat in mehreren Matches für Maryland Championship Wrestling (MCW) an, wo sie vom 5. November 2016 bis zum 21. Oktober 2017 den MCW Women's Champion-Titel halten durfte. Nach einer Knieverletzung musste sie den Titel jedoch aufgeben. Weitere Auftritte hatte sie bei Lucha Underground, wo sie erneut mit John Morrison („Johnny Mundo“ in diesem Fall) zusammenarbeitete. Sie trat außerdem für World Wonder Ring Stardom in Japan sowie bei Southside Wrestling Entertainment (SWE) an, wo sie den Frauentitel sowie das Queen of the Ring Turnier gewinnen durfte.
Von 2016 bis 2018 nahm sie erneut eine Auszeit und trat anschließend bei weiteren Independent-Promotions an.

### Gastauftritte bei WWE
Am 22. Juli 2019 kehrte sie bei Raw Reunion nach acht Jahren erstmals zur WWE zurück. Sie mimte bei einem WWE 24/7 Championship-Match den Gastringrichter, während Kelly Kelly, Candice Michelle und Alundra Blayze um den Titel kämpften. Zunächst wurde berichtet, das WWE sie wieder unter Vertrag genommen hätte. Dies war jedoch eine Ente. Zwar gab es Verhandlungen, die jedoch nicht zu einem vertragsabschluss führten. Anfang 2021 hatte sie einen erneuten Auftritt bei einer Sonderveranstaltung von WWE Raw.

### National Wrestling Alliance und Impact (seit 2019)
Am 19. November 2019 trat Perez erstmals für die National Wrestling Alliance in deren Show NWA Power auf. Sie übernahm die Rolle als Thunder Rosas Managerin. Ihr In-Ring-Debüt feierte sie am 14. Dezember 2019 beim PPV Into the Fire in einem Tag-Team-Match als Partnerin von Marti Belle gegen Allysin Kay und ODB.  Wegen der COVID-19-Pandemie in den Vereinigten Staaten pausierte die Promotion 18 Monate, anschließend arbeitete sie weiter als Managerin sowie als Wrestlerin.
Am 5. August 2015 kam es zu einem überraschenden Auftritt bei Impact Wrestling, wo sie um den Impact Knockouts Championship beim kommenden All-Womens-Pay-Per-View NWA EmPowerrr fehdet. Der PPV ist eine gemeinsame Veranstaltung der NWA, Impact Wrestling und All Elite Wrestling.

### Bewegtbildproduktionen parallel zum Wrestling (ab 2008)
2008 trat sie in einer Folge des Celebrity Fit Club Boot Camp zusammen mit Mickie James, Layla und Kelly Kelly auf. Es folgten einige weitere Fernsehauftritte. Weitere Auftritte hatte sie bei Undateable (2010), Cake Boss (2011) und der Reality-TV-Show Bad Girls Club. Ihr Filmdebüt hatte sie 2011 im Film Adventures of Serial Buddies.

### Privatleben
Melina Perez war zehn Jahre lange in einer On-Off-Beziehung mit John Morrison. Das Paar trennte sich 2015 endgültig. Eine weitere Beziehung führte sie mit Dave Bautista, der ihr große Teile seiner Autobiografie Batista Unleashed widmete.
2017 berichtete Perez während ihrer Zeit im Wrestling-Business mehrfach sexuell belästigt und sogar vergewaltigt worden zu sein.

## Wrestling-Titel und Auszeichnungen

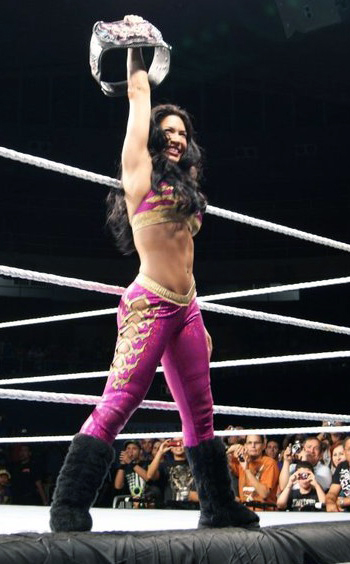
Divas Champion Melina im Jahr 2010

### Titel
- World Wrestling Entertainment
  - WWE Women’s Championship (3×)
  - WWE Divas Championship (2×)

- Battle Championship Wrestling
  - BCW Women's Championship (1×)[22]

- Face 2 Face Wrestling
  - F2F Women's Championship (1×)

- Maryland Championship Wrestling
  - MCW Women's Championship (1×)

- Southside Wrestling Entertainment
  - Queen of Southside Championship (1×)
  - Queen of the Ring (2016)

- Warriors of Wrestling
  - WOW Women's Championship (1×)

### Auszeichnungen
- The Baltimore Sun
  - Frau des Jahres 2009[23]

- Empire Wrestling Federation
  - Hall of Fame (Class of 2016)[24]

- Pro Wrestling Illustrated
  - Platz 3 der besten 50 weiblichen Wrestler (2009)[25]

## Filmografie
- 2008: Celebrity Fit Club (eine Episode)
- 2010: Undateable (Miniserie)
- 2011: Adventures of Serial Buddies
- 2011: Cake Boss: Buddys Tortenwelt (eine Episode)
- 2012: Bad Girls Club